# Images de la culture
Images de la culture est un catalogue français créé en 1978 et géré par le Centre national du cinéma de films documentaires. Sa vocation est la diffusion gratuite d’œuvres de création. Son objectif est de faciliter l'accès à la culture pour tous les publics.

## Description
Créé en 1978, Images de la culture comprend les films documentaires soutenus par le Ministère de la Culture. Il est complété par Les écrans du social, fonds du Ministère des solidarités et de la santé et du Ministère du travail, les films Regards sur le cinéma, Images de la diversité, Images en bibliothèques. Les films sont destinés à être diffuser publiquement et gratuitement sur tout le territoire français.

## Prix
Images de la culture décerne chaque année quatre prix.
Le prix Renaud Victor est  remis lors du Festival International du Documentaire de Marseille par un jury de personnes détenues au centre pénitentiaire des Baumettes.
Le grand prix Impact est remis lors du Festival international de programmes audiovisuels documentaires de Biarritz.
Le prix du public, Première Fenêtre est décerné lors du festival Cinéma du réel à Paris.
Le prix Art & Camera est décerné lors du Festival de l'histoire de l'art de Fontainebleau.